# Can Garduix
Can Garduix és una masia de Sant Feliu de Buixalleu (Selva) protegida com a Bé Cultural d'Interès Local.

## Descripció
Masia aïllada, orientada al sud-est, situada al nucli de Sant Feliu de Buixalleu.
L'edifici, consta d'un cos central de planta basilical, més elevat que els dos cossos que té annexes a cada costat. Aquest cos consta de planta baixa, pis i golfes. La coberta és a doble vessant, desaiguada als laterals, amb teula àrab i el ràfec amb les encavallades de fusta i rajoles de ceràmica.
A la planta baixa, una porta en escarser, format per dovelles de pedra, i carreus als brancals també de pedra. A cada costat de la porta, una finestra en arc escarser, fet de maons disposats en sardinell, igual que els brancals, protegida per una reixa de ferro forjat. Sobre la porta d'entrada, una inscripció: " J y C ROS ANY MDCCCLXVIII". A cada costat de la inscripció, unes imatges de St. Gayetà i Santa Rosa de Lima, fets amb rajola vidriada.
Al pis, tres finestres, la central més gran que els laterals, en arc escarser format per maons col·locats en sardinell, igual que als brancals.
A les golfes, una obertura triple (en arcs de mig punt) i dues de més petites (en arc escarser), fets de maons en sardinell.
Dos braços surten del cos principal, de similars característiques (només canvien les dimensions). A la part de baix, finestres recangulars en arc escarser, amb llinda i brancals de maons disposats en sardinell. Una cornisa amb maons, separa la planta baixa del pis. Al pis, una galeria amb obertures rectangulars en arc escarser amb la llinda i els brancals de maons col·locats en sardinell. La teulada és a doble vessant desaiguada a les façanes principal i posterior.
Les façanes estan arrebossades.
A la part posterior de l'edifici, dins la mateixa finca, un edifici petit amb un cos central amb teulada a doble vessant, i dos laterals amb el teulada a una vessant.

## Història
Antigament hi havia hagut una masia ubicada al mateix lloc, però va ser tirada a terra per construir l'actual, datada l'any 1868.
L'estructura totalment simètrica li dona un caire majestuós molt poc corrent en aquesta zona. Les dimensions fan pensar en una activitat agrícola-ramadera que devia necessitar una força productiva externa al grup domèstic (jornalers, etc.), ja que la producció devia anar més enllà de les necessitats domèstiques.
Sobre la porta d'accés hi ha una inscripció referent a sant Caietà i santa Rosa de Lima.